# Janvry, Essonne
Janvry är en kommun i departementet Essonne i regionen Île-de-France i norra Frankrike. Kommunen ligger i kantonen Limours som tillhör arrondissementet Palaiseau. År 2022 hade Janvry 649 invånare.

## Befolkningsutveckling
Antalet invånare i kommunen Janvry
| Referens: INSEE |